# Macrostylophora luchunensis
Macrostylophora luchunensis är en loppart som beskrevs av Huang Guiping 1980. Macrostylophora luchunensis ingår i släktet Macrostylophora och familjen fågelloppor. Inga underarter finns listade i Catalogue of Life.